# Шумадијске планине
Шумадијске планине су планине које заузимају средишњи део Србије. Простиру од река Западне Мораве и Ђетиње на југу до Саве и Дунава на северу и од Дичине, Љига и Колубаре на западу, до Велике Мораве на истоку. Шумадијска греда је углавном динарског планинског система, али има и родопских планина. Највиши врх Шумадијске греде планина је Цвијићев врх, раније познат као Велики Штурац 1.132 m нмв на планини Рудник.

## Редослед по висини
Шумадијске планине су Авала 511 m, Љубић 520 m, Гружа 534 m, Космај 626 m, Венчац 658 m, Букуља 696 m, Црни врх (крагујевачки) 707 m, Котленик 749 m, Јухор 773 m, Вујан 856 m, Каблар 889 m, Јешевац 902 m, Гледићке планине 922 m и Рудник 1.132 m.